# Каргалик (повіт)
37°53′06″ пн. ш. 77°24′47″ сх. д. / 37.885° пн. ш. 77.413056° сх. д.
Каргалик (також Єчен, від кит. 叶城县, пін. Yèchéng Xiàn, трансліт. Kargilik) — один із повітів КНР у складі префектури Кашгар, СУАР. Адміністративний центр — містечко Каргалик.

## Географія
Каргалик у середньому розташовується на висоті близько 1350 метрів над рівнем моря. Крайній південь повіту лежить в горах Каракорум, де знаходяться витоки річки Яркенд; південь — у межах західного Куньлуню, північна і центральна частини — у долині річки Тізнаф в пустелі Такла-Макан.

### Клімат
Повіт знаходиться у зоні, котра характеризується кліматом помірних пустель. Найтепліший місяць — липень із середньою температурою 15,8 °C. Найхолодніший місяць — січень, із середньою температурою -10,6 °С.
| Клімат повіту Каргалик                             | Клімат повіту Каргалик | Клімат повіту Каргалик | Клімат повіту Каргалик | Клімат повіту Каргалик | Клімат повіту Каргалик | Клімат повіту Каргалик | Клімат повіту Каргалик | Клімат повіту Каргалик | Клімат повіту Каргалик | Клімат повіту Каргалик | Клімат повіту Каргалик | Клімат повіту Каргалик | Клімат повіту Каргалик |
| Показник                                           | Січ.                   | Лют.                   | Бер.                   | Квіт.                  | Трав.                  | Черв.                  | Лип.                   | Серп.                  | Вер.                   | Жовт.                  | Лист.                  | Груд.                  | Рік                    |
| Середній максимум, °C                              | 1,1                    | 6,7                    | 15,8                   | 23,3                   | 27,3                   | 30,8                   | 32,3                   | 30,7                   | 26,6                   | 20,5                   | 12,1                   | 3,3                    | 19,2                   |
| Середня температура, °C                            | −4,7                   | 0,9                    | 9,4                    | 16,5                   | 20,4                   | 23,9                   | 25,5                   | 24,2                   | 19,9                   | 13,1                   | 4,9                    | −2,5                   | 12,6                   |
| Середній мінімум, °C                               | −9,5                   | −3,9                   | 3,7                    | 10,8                   | 14,3                   | 17,9                   | 19,7                   | 18,7                   | 14,1                   | 6,8                    | −0,7                   | −7                     | 7,1                    |
| Норма опадів, мм                                   | 2.8                    | 2.8                    | 5.4                    | 4.7                    | 17                     | 11.7                   | 11.3                   | 11.1                   | 9                      | 1                      | 1.8                    | 1.5                    | 80.1                   |
| Вологість повітря, %                               | 58                     | 50                     | 38                     | 33                     | 38                     | 40                     | 44                     | 48                     | 49                     | 45                     | 48                     | 59                     | 46                     |
| -------------------------------------------------- | ---------------------- | ---------------------- | ---------------------- | ---------------------- | ---------------------- | ---------------------- | ---------------------- | ---------------------- | ---------------------- | ---------------------- | ---------------------- | ---------------------- | ---------------------- |
| Джерело: Дані метеостанції №51814 (КНР, 1991-2020) |                        |                        |                        |                        |                        |                        |                        |                        |                        |                        |                        |                        |                        |